# Mojo (Ulujami)
Mojo is een plaats en een bestuurslaag (kelurahan) in het onderdistrict (kecamatan)  Ulujami in het regentschap Pemalang van de provincie Midden-Java, Indonesië. Mojo telt 6.973 inwoners (volkstelling 2010).